# Estación de Maastricht
La estación de Maastricht es una estación de tren neerlandesa situada en Maastricht, en la provincia de Limburgo.
Es la estación más importante de la ciudad.

## Situación ferroviaria
La estación se encuentra en la línea 40 (Visé-Maastricht).